# NGC 3492-2
NGC 3492-2 (другие обозначения — UGC 6094, MCG 2-28-45, ZWG 66.93, 8ZW 116, DRCG 22-42, PGC 83429) — эллиптическая галактика (E) в созвездии Льва. Открыта Кристианом Петерсом в 1883 году.

Состоит в паре NGC 3492, которая иногда считается ярчайшим объектом в своём скоплении — Abell 1142, а иногда ярчайшей галактикой этого скопления считают IC 664, яркость которой сравнима с NGC 3492. При этом положения и NGC 3492, и IC 664 не совпадают с местом, где наблюдается максимальная интенсивность излучения межгалактического газа.
Этот объект не входит в число перечисленных в оригинальной редакции «Нового общего каталога» и был добавлен позднее.